# 惠北站

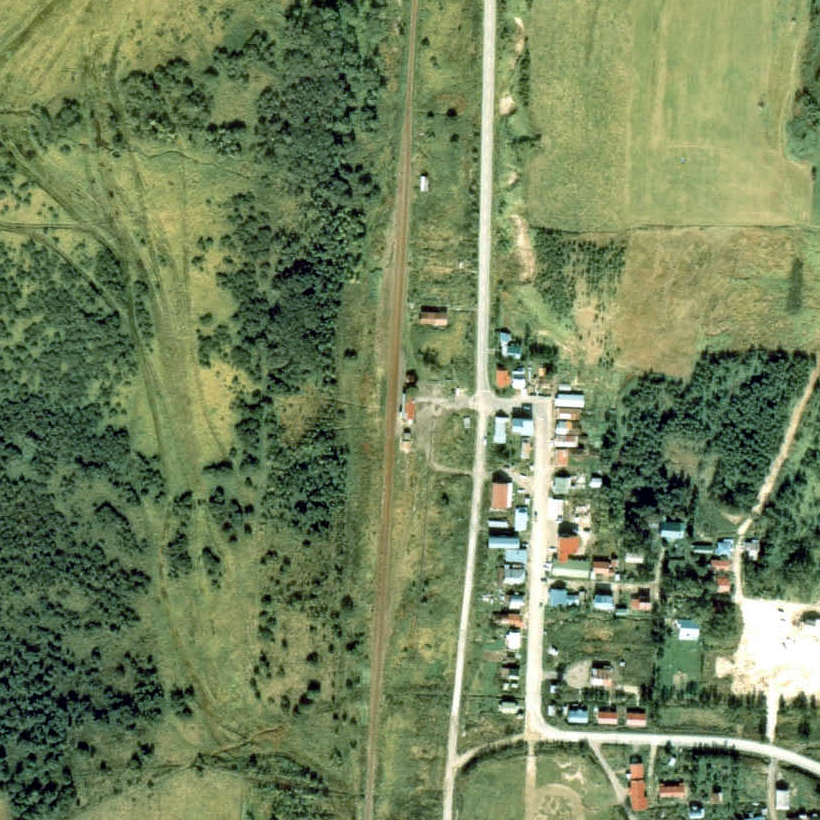
1977年的惠北站與周圓約500米範圍。上行為南稚內方向。曾經設有2面2線的相對式月台。車站大樓旁邊設有引込線。車站後方設有副本線，當時為一般車站，也是無人車站。側線已經撤走。

惠北站（日语：／ Keihoku eki */?）是位於北海道稚內市大字聲問村字惠北，北海道旅客鐵道（JR北海道）的天北線車站（廢站）。隨著天北線廢線，車站在1989年（平成元年）5月1日廢除。

## 歷史
- 1922年（大正11年）11月1日 - 鐵道省宗谷本線鬼志別站至稚內站（現時：南稚內站）之間開通（宗谷本線全線開通），幕別站（日语：／）啟用[2]。一般車站[1]。
- 1930年（昭和5年）4月1日 - 音威子府站至稚內站之間的路段改名為北見線，成為北見線車站。
- 1949年（昭和24年）6月1日 - 日本國有鐵道成立，成為日本國有鐵道車站。
- 1961年（昭和36年）4月1日 - 路線改名為天北線，成為天北線車站。
- 1963年（昭和38年）10月1日 - 車站名稱改為惠北站[1]。
- 1973年（昭和48年）9月17日 - 結束處理行李業務[3]。自此只處理連続專用線內的車載貨物。停止售票和檢票業務，在旅客業務上成為無人站[4]（簡易委託化，於站前商店售票）。
- 1978年（昭和53年）10月2日 - 結束處理專用線內的車載貨物。
- 1987年（昭和62年）4月1日 - 伴隨國鐵分割民營化，車站由北海道旅客鐵道（JR北海道）營運[1]。
- 1989年（平成元年）5月1日 - 天北線全線廢除，此站也廢除[1]。

## 車站構造
截至車站廢除前，車站是一座地面車站，設有1面1線的單式月台。月台位於路軌東邊（面向南稚內方向為右側位置）。
此站是無人車站（簡易委託車站）。在有人車站時代，當時設有木製車站大樓。車站大樓位於站內東邊，連接月台中央部分。

## 站名的由來
車站名稱取自所在的地名「字惠北」。

## 車站周邊
- 北海道道121號稚內幌延線（日语：北海道道121号稚内幌延線）
- 稚內市立増幌小中學
- 北谷鄉村俱樂部
- 聲問川（舊名：幕別川）[6]
- 大沼[6]
- 宗谷巴士（日语：宗谷バス）曲渕線（日语：天北線 (宗谷バス)）「惠北」巴士站（2020年3月31日路綫取消）

## 現況
截至2001年（平成13年），車站為空地，曾經站前商店仍然存在（在2014年尾結業）。截至2008年（平成20年），舊站現役時代的榆樹還存在，當時建立了紀念碑「惠北開基百年紀念碑」。截至2010年（平成22年）也是同樣。

## 相鄰車站
北海道旅客鐵道（JR北海道）
天北線
樺岡－惠北－（臨）東聲問－聲問
- 東聲問站在天北線廢除時已經停用。

## 注腳
1. 1 2 3 4 5 6  石野哲（編）. . JTB. 1998: 907. ISBN 978-4-533-02980-6 （日语）.
2. ↑  《官報》 1922年10月27日　鉄道省告示第144号 （页面存档备份，存于）（國立國會圖書館數碼化收藏）
3. ↑  . 官報. 1972-09-14.
4. ↑  . 鐵道公報 (日本國有鐵道總裁室文書課). 1973-09-14: 4 （日语）.
5. ↑  書籍《国鉄全線各駅停車1 北海道690駅》（小學館，1983年7月發行）191頁。
6. 1 2  書籍《北海道道路地図 改訂版》（地勢堂，1980年3月發行）17頁。
7. ↑  書籍《鉄道廃線跡を歩くVIII》（JTB出版，2001年8月發行）42頁。
8. ↑  書籍《追憶の鉄路 北海道廃止ローカル線写真集》（著：工藤裕之，北海道新聞社，2011年12日發行）28頁。
9. ↑  書籍《新 鉄道廃線跡を歩く1 北海道・北東北編》（JTB出版，2010年4月發行）19頁。